# .sn
.sn је највиши Интернет домен државних кодова (ccTLD) за Сенегал.